# Mystacornis crossleyi
Vanga-de-bigode ou vanga-de-barba-branca (Mystacornis crossleyi) é uma espécie de ave da família Vangidae. É a única espécie do género Mystacornis.
É endémica de Madagáscar.
Os seus habitats naturais são: florestas subtropicais ou tropicais húmidas de baixa altitude.